# Can’t Fight This Feeling (singel Juniora Caldery)
Can’t Fight This Feeling – singel francuskiego DJ-a Juniora Caldery i brytyjskiej piosenkarki Sophie Ellis-Bextor z 2010 roku. Piosenka znalazła się na albumie Debut Caldery, a później także na czwartej płycie Ellis-Bextor, Make a Scene.

## Lista utworów
- Digital download, pakiet 1[1]

1. „Can’t Fight This Feeling” – 3:35
2. „Can’t Fight This Feeling” (Junior Caldera Remix Radio Edit) – 3:48
3. „Can’t Fight This Feeling” (Mischa Daniels Radio Edit) – 3:51
4. „Can’t Fight This Feeling” (Soundshakerz Radio Edit) – 3:58
5. „Can’t Fight This Feeling” (Junior Moonlight Remix) – 3:00

- Digital download, pakiet 2[1]

1. „Can’t Fight This Feeling” (Soundshakerz Club Extended Mix) – 7:32
2. „Can’t Fight This Feeling” (Avicii Universe Mix) – 6:32
3. „Can’t Fight This Feeling” (Junior Caldera Remix Club Edit) – 5:41
4. „Can’t Fight This Feeling” (Mischa Daniels Original Mix) – 6:53

- Singel CD[2]

1. „Can’t Fight This Feeling” (Album Version)
2. „Can’t Fight This Feeling” (Junior Caldera Remix Radio Edit)
3. „Can’t Fight This Feeling” (Soundshakerz Radio Edit)
4. „Can’t Fight This Feeling” (Avicii Universe Mix)

## Notowania
| Lista (2010)           | Najwyższa pozycja |
| ---------------------- | ----------------- |
| Francja (SNEP)         | 13                |
| Polska (AirPlay – Top) | 1                 |
| Rosja (Tophit)         | 1                 |

## Historia wydań
| Region  | Data             | Format           |
| ------- | ---------------- | ---------------- |
| Francja | 22 lutego 2010   | Digital download |
| Francja | 12 kwietnia 2010 | Singel CD        |